# Cuts Like a Knife Tour
Cuts Like a Knife Tour è stato un tour musicale di Bryan Adams a supporto del suo album  Cuts Like a Knife.
Il Tour inizia dal Canada il 26 gennaio 1983 da Halifax, per proseguire per gli Stati Uniti assieme rock band Journey.
Nel settembre del 1983 arriva in Europa per diversi concerti in Germania, Gran Bretagna, Francia, il 18 ottobre 1983 svolge il suo primo concerto in Italia a Milano presso il  Rolling Stone.

## Cuts Like a Knife Tour
Nel Tour Adams divide il palco con la rock band Journey e per il Tour in Australia con i Police.

### Cuts Like a Knife Tour - (Date)
| Numero | Data     | Luogo                                                       | Bandiera                 | Nazione               |
| ------ | -------- | ----------------------------------------------------------- | ------------------------ | --------------------- |
| 1      | 26/01/83 | Misty Moon, Halifax, NS                                     | Canada (bandiera)        | Canada                |
| 2      | 27/01/83 | Misty Moon, Halifax, NS                                     | Canada (bandiera)        | Canada                |
| 3      | 28/01/83 | Misty Moon, Halifax, NS                                     | Canada (bandiera)        | Canada                |
| 4      | 29/01/83 | St. Mary's University, Halifax, NS                          | Canada (bandiera)        | Canada                |
| 5      | 30/01/83 | Sydney Academy, Sydney, NS                                  | Canada (bandiera)        | Canada                |
| 6      | 02/02/83 | Mt. Allison University, Sackville, NS                       | Canada (bandiera)        | Canada                |
| 7      | 03/02/83 | Dalhousie University, Halifax, NS                           | Canada (bandiera)        | Canada                |
| 8      | 04/02/83 | Acadia University, Halifax, NS                              | Canada (bandiera)        | Canada                |
| 9      | 05/02/83 | St. Francis Xavier University, Antigonish, NS               | Canada (bandiera)        | Canada                |
| 10     | 08/02/83 | Moncton Coliseum, Moncton, NB                               | Canada (bandiera)        | Canada                |
| 11     | 09/02/83 | Aitken Centre, Moncton, NB                                  | Canada (bandiera)        | Canada                |
| 12     | 11/02/83 | Cornwall Civic Centre, Cornwall, ON                         | Canada (bandiera)        | Canada                |
| 12     | 12/02/83 | Kingston Memorial University, Kingston, ON                  | Canada (bandiera)        | Canada                |
| 13     | 14/02/83 | National Arts Centre, Ottawa, ON                            | Canada (bandiera)        | Canada                |
| 14     | 15/02/83 | Sudbury Arena, Sudbury, ON                                  | Canada (bandiera)        | Canada                |
| 15     | 16/02/83 | Centre In The Square, Kitchener, ON                         | Canada (bandiera)        | Canada                |
| 16     | 17/02/83 | Alumni Hall, London, ON                                     | Canada (bandiera)        | Canada                |
| 17     | 23/02/83 | Agoura Ballroom, Cleveland, OH                              | Stati Uniti (bandiera)   | Stati Uniti d'America |
| 18     | 25/02/83 | Montréal                                                    | Canada (bandiera)        | Canada                |
| 19     | 01/03/83 | American Bandstand                                          | Stati Uniti (bandiera)   | Stati Uniti d'America |
| 20     | 23/03/83 | Central Park, New York, NY                                  | Stati Uniti (bandiera)   | Stati Uniti d'America |
| 21     | 30/03/83 | Bringham Young U. Provo, UT                                 | Stati Uniti (bandiera)   | Stati Uniti d'America |
| 22     | 10/04/83 | Albany, NY                                                  | Stati Uniti (bandiera)   | Stati Uniti d'America |
| 23     | 11/04/83 | Checkerdome, St. Louis, MO                                  | Stati Uniti (bandiera)   | Stati Uniti d'America |
| 24     | 13/04/83 | Riverfront Arena, Cincinnati, OH                            | Stati Uniti (bandiera)   | Stati Uniti d'America |
| 25     | 14/04/83 | Murphy Center, M.T.S.U., Murfreesboro, TN - (con i Journey) | Stati Uniti (bandiera)   | Stati Uniti d'America |
| 26     | 18/04/83 | Kansas Coliseum, Wichita, KS - (con i Journey)              | Stati Uniti (bandiera)   | Stati Uniti d'America |
| 27     | 20/04/83 | The Omni, Atlanta, GA - (con i Journey)                     | Stati Uniti (bandiera)   | Stati Uniti d'America |
| 28     | 21/04/83 | The Omni, Atlanta, GA - (con i Journey)                     | Stati Uniti (bandiera)   | Stati Uniti d'America |
| 29     | 23/04/83 | Tangerine Bowl, Orlando, FL - (con i Journey)               | Stati Uniti (bandiera)   | Stati Uniti d'America |
| 30     | 24/04/83 | Miami Baseball Stadium, Miami, FL - (con i Journey)         | Stati Uniti (bandiera)   | Stati Uniti d'America |
| 31     | 26/04/83 | The Coliseum, Charlotte, NC - (con i Journey)               | Stati Uniti (bandiera)   | Stati Uniti d'America |
| 32     | 27/04/83 | Jefferson Memorial, Birmingham, AL - (con i Journey)        | Stati Uniti (bandiera)   | Stati Uniti d'America |
| 33     | 28/04/83 | Municipal Auditorium, Mobile, AL - (con i Journey)          | Stati Uniti (bandiera)   | Stati Uniti d'America |
| 34     | 01/05/83 | Civic Center, Charleston, WV - (con i Journey)              | Stati Uniti (bandiera)   | Stati Uniti d'America |
| 35     | 02/05/83 | Capitol Center, Landover, MD - (con i Journey)              | Stati Uniti (bandiera)   | Stati Uniti d'America |
| 36     | 03/05/83 | Capitol Center, Landover, MD - (con i Journey)              | Stati Uniti (bandiera)   | Stati Uniti d'America |
| 37     | 05/05/83 | Meadowlands Arena, East Ruthorford, NJ - (con i Journey)    | Stati Uniti (bandiera)   | Stati Uniti d'America |
| 38     | 06/05/83 | Meadowlands Arena, East Ruthorford, NJ - (con i Journey)    | Stati Uniti (bandiera)   | Stati Uniti d'America |
| 39     | 07/05/83 | Meadowlands Arena, East Ruthorford, NJ - (con i Journey)    | Stati Uniti (bandiera)   | Stati Uniti d'America |
| 40     | 08/05/83 | Nassau Coliseum, Uniondale, LI - (con i Journey)            | Stati Uniti (bandiera)   | Stati Uniti d'America |
| 41     | 13/05/83 | Civic Center, Hartford, CN - (con i Journey)                | Stati Uniti (bandiera)   | Stati Uniti d'America |
| 42     | 14/05/83 | Civic Center, Hartford, CN - (con i Journey)                | Stati Uniti (bandiera)   | Stati Uniti d'America |
| 43     | 15/05/83 | Civic Center, Hartford, CN - (con i Journey)                | Stati Uniti (bandiera)   | Stati Uniti d'America |
| 44     | 17/05/83 | Centrum, Worcester, MA - (con i Journey)                    | Stati Uniti (bandiera)   | Stati Uniti d'America |
| 45     | 18/05/83 | Centrum, Worcester, MA - (con i Journey)                    | Stati Uniti (bandiera)   | Stati Uniti d'America |
| 46     | 19/05/83 | Centrum, Worcester, MA - (con i Journey)                    | Stati Uniti (bandiera)   | Stati Uniti d'America |
| 47     | 20/05/83 | Centrum, Worcester, MA - (con i Journey)                    | Stati Uniti (bandiera)   | Stati Uniti d'America |
| 48     | 22/05/83 | Buffalo Memorial Auditorium, Buffalo, NY - (con i Journey)  | Stati Uniti (bandiera)   | Stati Uniti d'America |
| 49     | 24/05/83 | Buffalo Memorial Auditorium, Buffalo, NY - (con i Journey)  | Stati Uniti (bandiera)   | Stati Uniti d'America |
| 50     | 25/05/83 | Buffalo Memorial Auditorium, Buffalo, NY - (con i Journey)  | Stati Uniti (bandiera)   | Stati Uniti d'America |
| 51     | 26/05/83 | Richfield Coliseum, Cleveland, OH - (con i Journey)         | Stati Uniti (bandiera)   | Stati Uniti d'America |
| 52     | 28/05/83 | Civic Arena, Pittsburgh, PA - (con i Journey)               | Stati Uniti (bandiera)   | Stati Uniti d'America |
| 53     | 29/05/83 | Civic Arena, Pittsburgh, PA - (con i Journey)               | Stati Uniti (bandiera)   | Stati Uniti d'America |
| 54     | 30/05/83 | Rupp Arena, Lexington, KY - (con i Journey)                 | Stati Uniti (bandiera)   | Stati Uniti d'America |
| 55     | 01/06/83 | Market Square Arena, Indianapolis IN - (con i Journey)      | Stati Uniti (bandiera)   | Stati Uniti d'America |
| 56     | 02/06/83 | Notre Dame ACC, South Bend, IN - (con i Journey)            | Stati Uniti (bandiera)   | Stati Uniti d'America |
| 57     | 04/06/83 | JFK Stadium, Filadelfia, PA - (con i Journey)               | Stati Uniti (bandiera)   | Stati Uniti d'America |
| 58     | 05/06/83 | Hollander Stadium, Rochester, NY - (con i Journey)          | Stati Uniti (bandiera)   | Stati Uniti d'America |
| 59     | 10/06/83 | Rosemont Horizon, Chicago, IL - (con i Journey)             | Stati Uniti (bandiera)   | Stati Uniti d'America |
| 60     | 11/06/83 | Rosemont Horizon, Chicago, IL - (con i Journey)             | Stati Uniti (bandiera)   | Stati Uniti d'America |
| 61     | 12/06/83 | Rosemont Horizon, Chicago, IL - (con i Journey)             | Stati Uniti (bandiera)   | Stati Uniti d'America |
| 62     | 14/06/83 | SPAC, Saratoga Springs, NY - (con i Journey)                | Stati Uniti (bandiera)   | Stati Uniti d'America |
| 63     | 15/06/83 | SPAC, Saratoga Springs, NY - (con i Journey)                | Stati Uniti (bandiera)   | Stati Uniti d'America |
| 64     | 17/06/83 | Alpine Valley, E. Troy, WI - (con i Journey)                | Stati Uniti (bandiera)   | Stati Uniti d'America |
| 65     | 18/06/83 | St. Paul Civic Center, St. Paul, MN - (con i Journey)       | Stati Uniti (bandiera)   | Stati Uniti d'America |
| 66     | 19/06/83 | St. Paul Civic Center, St. Paul, MN - (con i Journey)       | Stati Uniti (bandiera)   | Stati Uniti d'America |
| 67     | 21/06/83 | St. Paul Civic Center, St. Paul, MN - (con i Journey)       | Stati Uniti (bandiera)   | Stati Uniti d'America |
| 68     | 23/06/83 | Joe Louis Arena, Detroit, MI - (con i Journey)              | Stati Uniti (bandiera)   | Stati Uniti d'America |
| 69     | 24/06/83 | Joe Louis Arena, Detroit, MI - (con i Journey)              | Stati Uniti (bandiera)   | Stati Uniti d'America |
| 70     | 25/06/83 | Joe Louis Arena, Detroit, MI - (con i Journey)              | Stati Uniti (bandiera)   | Stati Uniti d'America |
| 71     | 26/06/83 | Legend Valley, OH - (con i Journey)                         | Stati Uniti (bandiera)   | Stati Uniti d'America |
| 72     | 01/07/83 | The Summit, Houston, TX - (con i Journey)                   | Stati Uniti (bandiera)   | Stati Uniti d'America |
| 73     | 02/07/83 | The Summit, Houston, TX - (con i Journey)                   | Stati Uniti (bandiera)   | Stati Uniti d'America |
| 74     | 03/07/83 | The Summit, Houston, TX - (con i Journey)                   | Stati Uniti (bandiera)   | Stati Uniti d'America |
| 75     | 05/07/83 | Frank Erwin Sports Center, Austin, TX - (con i Journey)     | Stati Uniti (bandiera)   | Stati Uniti d'America |
| 76     | 06/07/83 | San Antonio Arena, San Antonio, TX - (con i Journey)        | Stati Uniti (bandiera)   | Stati Uniti d'America |
| 77     | 08/07/83 | Reunion Arena, Dallas, TX - (con i Journey)                 | Stati Uniti (bandiera)   | Stati Uniti d'America |
| 78     | 09/07/83 | Reunion Arena, Dallas, TX - (con i Journey)                 | Stati Uniti (bandiera)   | Stati Uniti d'America |
| 79     | 10/07/83 | Reunion Arena, Dallas, TX - (con i Journey)                 | Stati Uniti (bandiera)   | Stati Uniti d'America |
| 80     | 12/07/83 | Kemper Arena, Kansas City, MO - (con i Journey)             | Stati Uniti (bandiera)   | Stati Uniti d'America |
| 81     | 13/07/83 | Kemper Arena, Kansas City, MO - (con i Journey)             | Stati Uniti (bandiera)   | Stati Uniti d'America |
| 82     | 14/07/83 | Kansas Coliseum, Wichita, KN - (con i Journey)              | Stati Uniti (bandiera)   | Stati Uniti d'America |
| 83     | 16/07/83 | Mid-South Coliseum, Memphis, TN - (con i Journey)           | Stati Uniti (bandiera)   | Stati Uniti d'America |
| 84     | 17/07/83 | City Park Stadium, New Orleans, LA - (con i Journey)        | Stati Uniti (bandiera)   | Stati Uniti d'America |
| 85     | 19/07/83 | Lloyd Noble Center, Norman, OK - (con i Journey)            | Stati Uniti (bandiera)   | Stati Uniti d'America |
| 86     | 20/07/83 | Lloyd Noble Center, Norman, OK - (con i Journey)            | Stati Uniti (bandiera)   | Stati Uniti d'America |
| 87     | 21/07/83 | Lloyd Noble Center, Norman, OK - (con i Journey)            | Stati Uniti (bandiera)   | Stati Uniti d'America |
| 88     | 23/07/83 | Tingley Coliseum Albuquerque, NM - (con i Journey)          | Stati Uniti (bandiera)   | Stati Uniti d'America |
| 89     | 24/07/83 | Veteran's Coliseum, Phoenix, AZ - (con i Journey)           | Stati Uniti (bandiera)   | Stati Uniti d'America |
| 90     | 25/07/83 | Veteran's Coliseum, Phoenix, AZ - (con i Journey)           | Stati Uniti (bandiera)   | Stati Uniti d'America |
| 91     | 26/07/83 | Veteran's Coliseum, Phoenix, AZ - (con i Journey)           | Stati Uniti (bandiera)   | Stati Uniti d'America |
| 92     | 30/07/83 | Cow Palace, Daly City. San Francisco, CA - (con i Journey)  | Stati Uniti (bandiera)   | Stati Uniti d'America |
| 93     | 31/07/83 | Radcliffe Stadium, Fresno, CA - (con i Journey)             | Stati Uniti (bandiera)   | Stati Uniti d'America |
| 94     | 05/08/83 | Los Angeles Forum, Los Angeles, CA - (con i Journey)        | Stati Uniti (bandiera)   | Stati Uniti d'America |
| 95     | 06/08/83 | Los Angeles Forum, Los Angeles, CA - (con i Journey)        | Stati Uniti (bandiera)   | Stati Uniti d'America |
| 96     | 07/08/83 | Los Angeles Forum, Los Angeles, CA - (con i Journey)        | Stati Uniti (bandiera)   | Stati Uniti d'America |
| 97     | 09/08/83 | Los Angeles Forum, Los Angeles, CA - (con i Journey)        | Stati Uniti (bandiera)   | Stati Uniti d'America |
| 98     | 10/08/83 | Los Angeles Forum, Los Angeles, CA - (con i Journey)        | Stati Uniti (bandiera)   | Stati Uniti d'America |
| 99     | 11/08/83 | San Diego Sports Center, San Diego, CA - (con i Journey)    | Stati Uniti (bandiera)   | Stati Uniti d'America |
| 100    | 13/08/83 | Aladdin Theater, Las Vegas, NV - (con i Journey)            | Stati Uniti (bandiera)   | Stati Uniti d'America |
| 101    | 14/08/83 | Aladdin Theater, Las Vegas, NV - (con i Journey)            | Stati Uniti (bandiera)   | Stati Uniti d'America |
| 102    | 16/08/83 | State U. College, Boise, ID - (con i Journey)               | Stati Uniti (bandiera)   | Stati Uniti d'America |
| 103    | 17/08/83 | Mini Dome, Pocatello, ID - (con i Journey)                  | Stati Uniti (bandiera)   | Stati Uniti d'America |
| 104    | 19/08/83 | Tacoma Dome, Tacoma, WA - (con i Journey)                   | Stati Uniti (bandiera)   | Stati Uniti d'America |
| 105    | 21/08/83 | Autzen Stadium, Eugene, OR - (con i Journey)                | Stati Uniti (bandiera)   | Stati Uniti d'America |
| 106    | 01/09/83 | PNE Coliseum, Vancouver, BC                                 | Canada (bandiera)        | Canada                |
| 107    | 02/09/83 | PNE Coliseum, Vancouver, BC                                 | Canada (bandiera)        | Canada                |
| 108    | 17/09/83 | Gut Opherdicke, Holzwichede                                 | Germania (bandiera)      | Germania              |
| 109    | 20/09/83 | Alabamahalle, Monaco di Baviera                             | Germania (bandiera)      | Germania              |
| 110    | 21/09/83 | Hugenottehalle, Mittwoch                                    | Germania (bandiera)      | Germania              |
| 111    | 23/09/83 | Le Palace, Parigi                                           | Francia (bandiera)       | Francia               |
| 112    | 26/09/83 | Pasadena, CA                                                | Stati Uniti (bandiera)   | Stati Uniti d'America |
| 113    | 08/10/83 | King George's Hall, Blackburn                               | -                        | Regno Unito           |
| 114    | 09/10/83 | The Metro, Manchester                                       | -                        | Regno Unito           |
| 115    | 10/10/83 | City Polytechnic, Sheffield                                 | -                        | Regno Unito           |
| 116    | 11/10/83 | Dominion, Londra                                            | -                        | Regno Unito           |
| 117    | 15/10/83 | Rockpalast Festival, Essen                                  | Germania (bandiera)      | Germania              |
| 118    | 18/10/83 | Rolling Stone, Milano                                       | Italia (bandiera)        | Italia                |
| 119    | 01/11/83 | Shibuya-Kokaido Hall, Tokyo                                 | Giappone (bandiera)      | Giappone              |
| 120    | 03/11/83 | Nippon-Seinenkan Hall, Tokyo                                | Giappone (bandiera)      | Giappone              |
| 121    | 04/11/83 | Mido kaikan Hall, Osaka                                     | Giappone (bandiera)      | Giappone              |
| 122    | 17/11/83 | Recplex, Grande Prairie, AB                                 | Canada (bandiera)        | Canada                |
| 123    | 19/11/83 | Sportsplex, Lethbridge, AB                                  | Canada (bandiera)        | Canada                |
| 124    | 21/11/83 | Jubilee, Edmonton, AB                                       | Canada (bandiera)        | Canada                |
| 125    | 22/11/83 | Jubilee, Calgary, AB                                        | Canada (bandiera)        | Canada                |
| 126    | 23/11/83 | Jubilee, Calgary, AB                                        | Canada (bandiera)        | Canada                |
| 127    | 25/11/83 | Red Deer, AB                                                | Canada (bandiera)        | Canada                |
| 128    | 27/11/83 | Centre Of The Arts, Regina, SK                              | Canada (bandiera)        | Canada                |
| 129    | 28/11/83 | Centennial Auditorium, Saskatoon, SK                        | Canada (bandiera)        | Canada                |
| 130    | 30/11/83 | Centennial Concert Hall, Winnipeg, MB                       | Canada (bandiera)        | Canada                |
| 131    | 05/12/83 | Coliseum, Prince George, BC                                 | Canada (bandiera)        | Canada                |
| 132    | 06/12/83 | Memorial Arena, Kamloops, BC                                | Canada (bandiera)        | Canada                |
| 133    | 07/12/83 | Royal Theatre, Victoria, BC                                 | Canada (bandiera)        | Canada                |
| 134    | 25/02/84 | Aloha Stadium, Honolulu, Hawaii - (con i Police)            | Stati Uniti (bandiera)   | Stati Uniti d'America |
| 135    | 29/02/84 | Auckland - (con i Police)                                   | Nuova Zelanda (bandiera) | Nuova Zelanda         |
| 136    | 04/03/84 | Melbourne - (con i Police)                                  | Australia (bandiera)     | Australia             |

## Band di supporto
- Bryan Adams - Cantante, Chitarra ritmica e solista
- Keith Scott - Chitarra solista, Cori
- Dave Taylor - Basso, Cori
- John Hannah - Tastiere, Cori
- Frankie La Rocka - Batteria

## Lista delle canzoni

### Lista delle canzoni -Bryan Adams al Rolling Stone, Milano
La Setlist del concerto di Bryan Adams a Milano presso il Rolling Stone :
- Remember
- The Only One
- Don't Leave Me Lonely
- Cuts Like a Knife
- Lonely Nights
- Tonight
- This Time
- The Best Was Yet to Come
- Take Me Back
- I'm Ready
- Straight from the Heart
- Hidin' from Love
- Win Some Lose Some
- Baby Wears Black

### Lista delle canzoni -Bryan Adams at Mido Kaikan, Osaka
La Setlist del concerto di Bryan Adams in Giappone a Osaka :
- Remember
- The Only One
- Don't Leave Me Lonely
- Cuts Like a Knife
- Lonely Nights
- Tonight
- This Time
- The Best Was Yet to Come
- Take Me Back
- Fits Ya Good
- I'm Ready
- Straight from the Heart
- Hidin' from Love
- One Night Love Affair
- Jump
- Hound Dog (Big Mama Thornton cover)